# 잉글랜드의 왕실 문장

잉글랜드의 왕실 문장

잉글랜드의 왕실 문장은 1198년에 제정되었다. 빨간색 방패 안에는 파란색 발톱과 혀를 가진 세 마리 금색 사자가 그려져 있다.

## 역대 문장

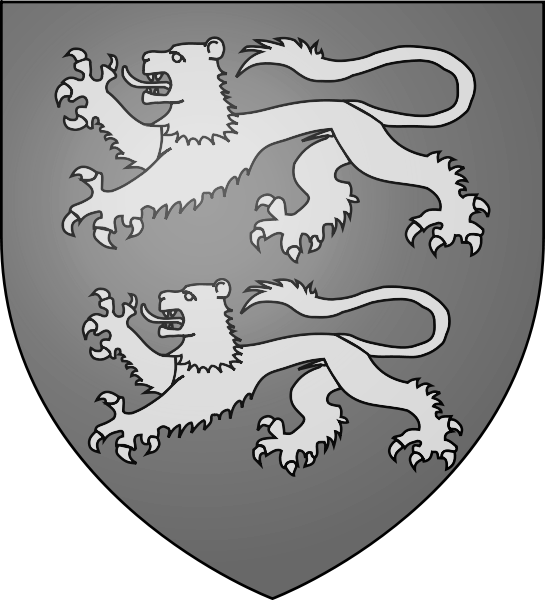
1154년 ~ 1189년
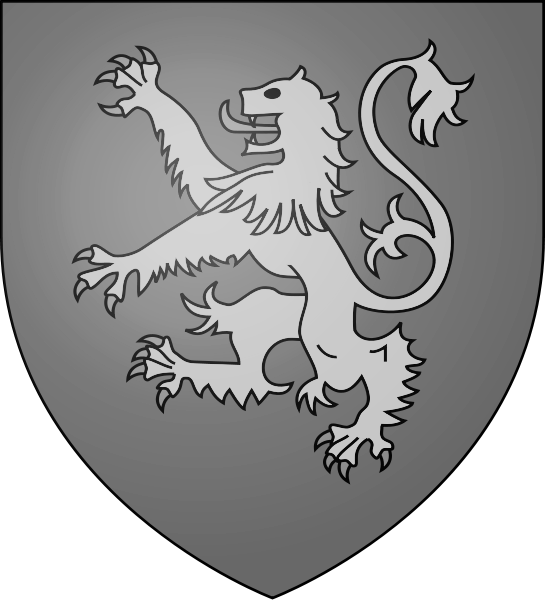
1189년 ~ 1198년
1198년 ~ 1340년 1360년 ~ 1369년
1340년 ~ 1360년 1369년 ~ 1395년 1399년 ~ 1406년
1395년 ~ 1399년
1399년 ~ 1422년
1422년 ~ 1461년
1470년 ~ 1471년
1554년 ~ 1558년

## 같이 보기
- 스코틀랜드의 왕실 문장
- 영국의 왕실 문장